# Самаїл
Самаїл (араб. ولاية سمائل) — селище і вілаєт в оманській провінції Ед-Дахілія.

## Географія
Самаїл розташований на південь від хребта Хаджар.

### Клімат
Громада знаходиться у зоні, котра характеризується кліматом тропічних пустель. Найтепліший місяць — червень із середньою температурою 37.3 °C (99.1 °F). Найхолодніший місяць — січень, із середньою температурою 19.9 °С (67.8 °F).
| Клімат Самаїла          | Клімат Самаїла | Клімат Самаїла | Клімат Самаїла | Клімат Самаїла | Клімат Самаїла | Клімат Самаїла | Клімат Самаїла | Клімат Самаїла | Клімат Самаїла | Клімат Самаїла | Клімат Самаїла | Клімат Самаїла | Клімат Самаїла |
| Показник                | Січ.           | Лют.           | Бер.           | Квіт.          | Трав.          | Черв.          | Лип.           | Серп.          | Вер.           | Жовт.          | Лист.          | Груд.          | Рік            |
| Середній максимум, °C   | 25,1           | 28,2           | 32,5           | 37,4           | 41,9           | 43,5           | 42,9           | 42,1           | 39,8           | 36,5           | 31             | 26,8           | 35,6           |
| Середня температура, °C | 19,9           | 22,4           | 26,2           | 30,9           | 35,5           | 37,2           | 37,1           | 36,1           | 33,8           | 30,1           | 25,4           | 21,6           | 29,7           |
| Середній мінімум, °C    | 14,7           | 16,5           | 20             | 24,4           | 29,1           | 31             | 31,4           | 30,2           | 27,8           | 23,8           | 19,9           | 16,3           | 23,8           |
| Норма опадів, мм        | 5.4            | 8.4            | 19.3           | 6.2            | 0.7            | 11.7           | 3.5            | 3.5            | 1.7            | 2              | 10.1           | 9.3            | 81.8           |
| ----------------------- | -------------- | -------------- | -------------- | -------------- | -------------- | -------------- | -------------- | -------------- | -------------- | -------------- | -------------- | -------------- | -------------- |
| Джерело: Weatherbase    |                |                |                |                |                |                |                |                |                |                |                |                |                |